# Фангатау

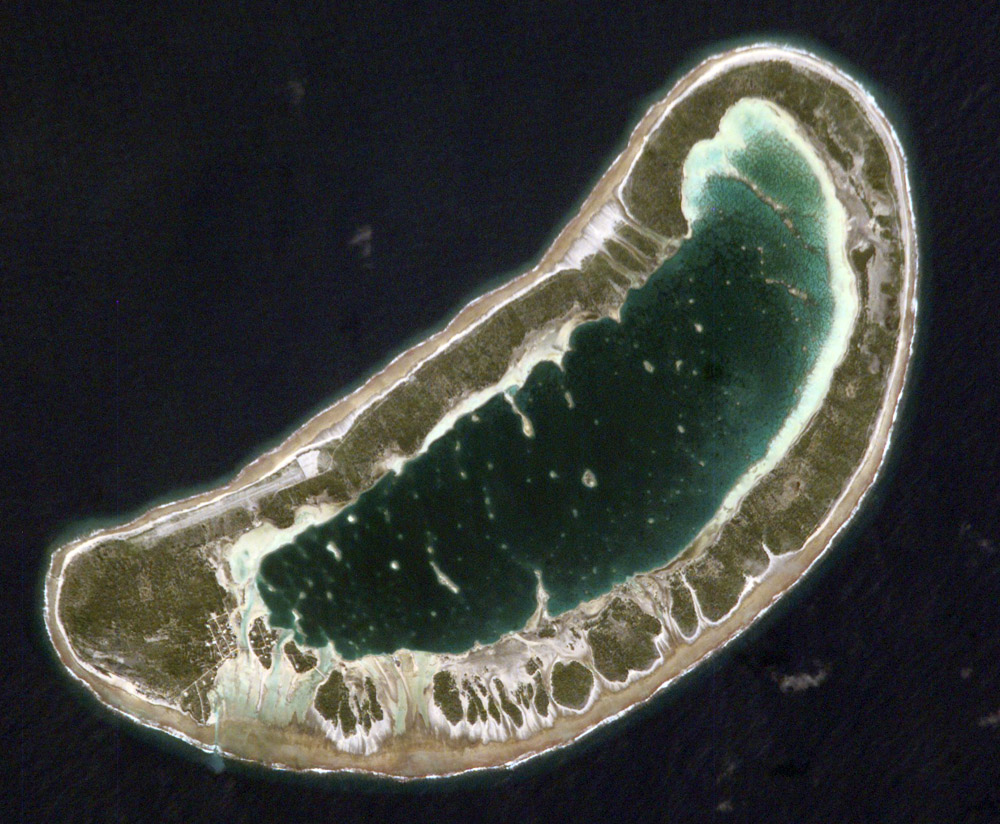
Космический снимок атолла.

Фангатау (фр. Fangatau, остров Аракчеева) — атолл в восточной части архипелага Туамоту (Французская Полинезия).

## География
Площадь суши Фангатау — 6 км².

## История
Открыт русским путешественником Фаддеем Фаддеевичем Беллинсгаузеном 10 (22) июля 1820 и назван островом Графа Аракчеева (в честь одноименного русского генерала).

## Административное деление
Сегодня Фангатау является административным центром коммуны, включающей в себя также атолл Факахина.
| Остров или риф   | Площадь суши, км² | Площадь лагуны, км² | Население, чел. (2007) | Административный центр |
| ---------------- | ----------------- | ------------------- | ---------------------- | ---------------------- |
| Фангатау         | 6                 | 11                  | 121                    | Теана                  |
| Факахина         | 8                 | 20                  | 131                    | Тарионе                |
| Коммуна Фангатау | 14                | 31                  | 252                    | Теана                  |

## Население
В 2007 году численность населения острова составляла 121 человек.

## Экономика
Основное занятие местных жителей — производство копры. На Фангатау действует аэродром.